# Miles de Plancy
Pour les articles homonymes, voir Plancy.
Miles ou Milon de Plancy, assassiné à Saint-Jean-d'Acre en octobre 1174, est un noble du royaume de Jérusalem originaire de Champagne, sénéchal du royaume de 1166 à 1174, seigneur de Montréal et d'Outre-Jourdain de 1173 à 1174 et régent du royaume en 1174.

## Biographie
Né en Champagne, second fils de Hugues II de Plancy, seigneur de Plancy, il se rend en Orient aux alentours de 1160, pour rejoindre le roi Amaury Ier, dont il était cousin (consanguineus) selon Guillaume de Tyr. Le roi le fait sénéchal du royaume et en 1167 Miles participe à une des expéditions en Égypte, consistant à défendre ce pays contre les attaques de Shirkuh, un des généraux de Nur ad-Din, lequel cherche à annexer le pays pour encercler le royaume de Jérusalem. Miles commande notamment un bataillon qui taille en pièces dans l'île de Mahalla un détachement chargé de ravitailler l'armée de Shirkuh. L'expédition est un succès et le califat fatimide d'Égypte passe sous le protectorat du royaume de Jérusalem au mois d'août 1167.
L'année suivante, malgré Miles de Plancy qui conseille de maintenir la paix, Amaury commet l'erreur de vouloir annexer l'Égypte. Le vizir égyptien Shawar appelle Nur ad-Din à l'aide, lequel envoie de nouveau Shirkuh. Les Francs sont obligés d'évacuer le pays, qui passe sous le contrôle du général. Ce dernier meurt le 23 mai 1169, mais son neveu Saladin lui succède.
Ce dernier ne tarde pas à lancer des attaques contre les Francs, et une invasion est lancée en décembre 1170. Ne pouvant prendre Daron, trop bien défendue, il fait route vers Gaza, une forteresse construite par Baudouin III et remise aux Templiers et où se trouvait alors Miles de Plancy. Les habitants de la ville basse, des paysans et des marchands, veulent se réfugier dans le château, mais Miles se refuse à abandonner cette partie de la ville, y renvoie les habitants et envoie une troupe de jeunes gens venus de Jérusalem pour défendre cette ville basse. Ils se font tous tuer, ainsi que la population civile. La citadelle résiste et Saladin, qui craint l'arrivée d'une armée de secours, doit battre retraite.
En 1173, le roi donne à Miles Étiennette de Milly, fille de Philippe de Milly et veuve d'Onfroy III de Toron, pour épouse ; il devient ainsi seigneur de Montréal et d'Outre-Jourdain par mariage. La succession de Montréal est cependant contestée : Étiennette avait hérité à la mort de sa nièce Béatrice Brisebarre. Le père de Béatrice, Gautier III Brisebarre, avait dû vendre son fief de Beyrouth. Ne pouvant hériter de sa fille, il avait reçu en compensation le fief de Blanchegarde, largement inférieur. Le ressentiment des Brisebarre est peut-être un facteur important qui jouera lors du meurtre de Miles de Plancy.[réf. nécessaire]
Amaury Ier meurt le 11 juillet 1174 et son fils Baudouin IV lui succède, encore enfant et atteint de la lèpre. Miles de Plancy, notamment soutenu par le vicomte et châtelain de Jérusalem Rohard, se comporte en régent informel et poursuit la politique d'Amaury Ier,. Mais il commet de graves erreurs qui lui valent rapidement l'hostilité de la noblesse.

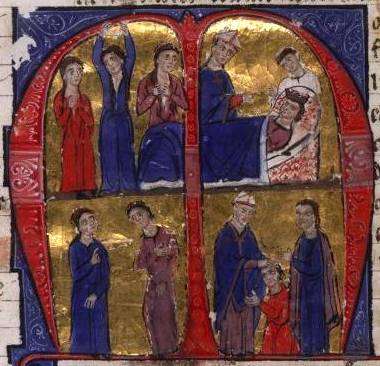
Mort d'Amaury Ier et couronnement de Baudouin IV.
Guillaume de Tyr, Historia, Acre, XIIIe siècle (BNF, Mss.fr. 2628)

Tout d'abord, le 28 juillet 1174, une flotte commandée par Tancrède de Sicile et envoyée par le roi Guillaume II de Sicile aborde en Égypte et met le siège devant Alexandrie. Si Amaury avait été encore vivant, il aurait certainement envoyé une armée pour faire diversion, ce qui aurait mis Saladin en difficulté. Mais Miles de Plancy ne le fait pas, permettant à Saladin de secourir Alexandrie, d'incendier les machines de guerre des Normands et de leur faire abandonner le siège le 2 août,.
D'autre part, il entend assumer le pouvoir et maintenir l'autorité royale intacte et s'adresse avec orgueil et arrogance aux autres barons. Le chroniqueur Guillaume de Tyr ne l'aimait pas, le qualifiant de querelleur et de fauteur de troubles. Selon lui, Miles insultait les autres seigneurs, particulièrement ceux originaires de Terre Sainte, refusant de les consulter sur aucune matière. Il n'en demeure pas moins fidèle au roi, mais il entend le soustraire aux pressions des barons du royaume, et fait bientôt l'unanimité contre lui.
L'opposition se cristallise autour de Raymond III, comte de Tripoli et prince de Tibériade. Ce seigneur, l'un des plus puissants de Terre sainte est de surcroît petit-fils du roi Baudouin II, donc proche parent du roi. Fort de ces arguments ainsi que de la fidélité qu'il avait toujours monté au roi, il vient à Jérusalem pour exposer ses arguments et réclamer la régence, soutenu par plusieurs barons, parmi lesquels Onfroy II de Toron (le grand-père de son beau-fils), Baudouin d'Ibelin et Balian d'Ibelin. Miles repousse la requête en arguant que la Cour n'est pas au complet pour délibérer,. La réunion plénière promise tarde à être convoquée, et certains barons opposants commencent à s'impatienter, alors que Raymond III est retourné sur ses terres. Des bruits malveillants commencent à être colportés sur le sénéchal, l'accusant dans le meilleur des cas vouloir s'arroger tout le pouvoir, et dans le pire des cas usurper la couronne. En octobre 1174, il part à travers le royaume en tournée d'inspection, et est assassiné à Saint-Jean-d'Acre,.